# 브릿 어워드
브릿 어워드(BRIT Awards)는 영국음반산업협회에서 음반 분야의 탁월한 업적에 대해 수여하는 상으로서 음악 분야에서는 영국 최고의 상으로 꼽힌다. 1977년부터 시상되었다.

## 주요 수상 부문
- 영국 싱글
- 영국 남자 솔로
- 영국 여자 솔로
- 영국 그룹
- 마스터카드 영국 앨범
- 국제 남자 솔로
- 국제 여자 솔로
- 국제 그룹
- 국제 앨범

## 연도별 주요 수상자
- 1977년 비틀즈 3관왕
- 1983년 폴 매카트니 3관왕
- 1985년 프린스 3관왕
- 1989년 필 콜린스, 마이클 잭슨, 페어그라운드 어트랙션, 트레이시 채프먼 2관왕
- 1990년 퀸 2관왕
- 1994년 비요크, 테이크 댓, 스테레오 엠씨스 2관왕
- 1995년 블러 4관왕
- 1996년 오아시스 3관왕
- 1997년 매닉 스트리트 프리처스, 스파이스 걸스 2관왕
- 1998년 버브 3관왕
- 1999년 로비 윌리엄스 3관왕
- 2000년 트래비스, 로비 윌리엄스, 메이시 그레이 2관왕
- 2001년 로비 윌리엄스 3관왕
- 2002년 다이도, 카일리 미노그 2관왕
- 2003년 콜드플레이, 미스 다이너마이트 2관왕
- 2004년 다크니스 3관왕
- 2005년 시저 시스터스 3관왕
- 2006년 카이저 칩스 3관왕
- 2007년 악틱 몽키즈, 더 킬러스 2관왕
- 2008년 악틱 몽키즈, 푸 파이터스, 테이크 댓 2관왕
- 2009년 더피 3관왕
- 2010년 레이디 가가 3관왕
- 2011년 아케이드 파이어, 타이니 템파 2관왕
- 2012년 아델, 에드 시런 2관왕
- 2013년 벤 하워드, 에밀리 산데 2관왕
- 2014년 악틱 몽키즈, 원 디렉션 2관왕

## 역대 수상자 (1 ~ 10회)

### 1회
- 개최: 1977년 10월 18일
- 장소: 런던 웸블리 컨퍼런스 센터
- 사회자: 마이클 아스펠

| 시상 부문               | 수상자                                                          |
| ----------------------- | --------------------------------------------------------------- |
| 베스트 앨범상           | 비틀즈 - 《Sgt. Pepper's Lonely Hearts Club Band》              |
| 베스트 여자 가수상      | 셜리 배시                                                       |
| 베스트 여자 가수 신인상 | 줄리 코빙턴                                                     |
| 베스트 그룹상           | 비틀즈                                                          |
| 베스트 남자 가수상      | 클리프 리처드                                                   |
| 베스트 남자 가수 신인상 | 그레이엄 파크                                                   |
| 베스트 프로듀서상       | 조지 마틴                                                       |
| 베스트 싱글상           | 프로콜 하럼 - "A Whiter Shade of Pale" & 퀸 - Bohemian Rhapsody |
| 공헌상                  | L. G. 우드 & 비틀즈                                             |

### 2회
- 개최: 1982년 2월 4일
- 장소: 런던 그로스베너 하우스 호텔
- 사회자: 데이비드 제이콥

| 시상 부문            | 수상자                                           |
| -------------------- | ------------------------------------------------ |
| 베스트 앨범상        | 애덤 앤 디 앤츠 - 《Kings of the Wild Frontier》 |
| 베스트 여자 가수상   | 랜디 크로포드                                    |
| 베스트 그룹상        | 더 폴리스                                        |
| 베스트 남자 가수상   | 클리프 리처드                                    |
| 베스트 신인상        | 휴먼 리그                                        |
| 베스트 프로듀서상    | 마틴 루셴트                                      |
| 베스트 싱글상        | 소프트 셀 - "Tainted Love"                       |
| 베스트 클래식 녹음상 | 사이먼 래틀                                      |
| 공헌상               | 존 레논                                          |

### 3회
- 개최: 1983년 2월 8일
- 장소: 런던 그로스베너 하우스 호텔
- 사회자: 팀 라이스

| 시상 부문                         | 수상자                                    |
| --------------------------------- | ----------------------------------------- |
| 베스트 여자 가수상                | 킴 와일드                                 |
| 베스트 그룹상                     | 다이어 스트레이츠                         |
| 베스트 남자 가수상                | 폴 매카트니                               |
| 베스트 신인상                     | 야주                                      |
| 베스트 프로듀서상                 | 트레버 혼                                 |
| 베스트 싱글상                     | 덱시즈 미드나잇 러너즈 - "Come on Eileen" |
| 베스트 클래식 녹음상              | 존 윌리엄스                               |
| 베스트 인터내셔널 솔로 아티스트상 | 키드 크레올                               |
| 베스트 앨범 판매상                | 바브라 스트라이샌드 - 《Memories》        |
| 공로상                            | 피트 타운센드                             |
| 공헌상                            | 비틀즈                                    |
| 기술 우수상                       | 폴 매카트니                               |
| 특별상                            | 크리스 라이트                             |

### 4회
- 개최: 1984년 2월 21일
- 장소: 런던 그로스베너 하우스 호텔
- 사회자: 팀 라이스

| 시상 부문                       | 수상자                        |
| ------------------------------- | ----------------------------- |
| 베스트 여자 가수상              | 애니 레녹스                   |
| 베스트 그룹상                   | 컬처 클럽                     |
| 베스트 남자 가수상              | 데이빗 보위                   |
| 베스트 신인상                   | 폴 영                         |
| 베스트 프로듀서상               | 스티브 레빈                   |
| 베스트 싱글상                   | 컬처 클럽 - "Karma Chameleon" |
| 베스트 클래식 녹음상            | 키리 테 카나와                |
| 베스트 코미디 앨범상            | 닐                            |
| 베스트 인터내셔널 아티스트상    | 마이클 잭슨                   |
| 베스트 앨범 판매상              | 마이클 잭슨 - 《Thriller》    |
| 베스트 사운드트랙/뮤지컬 앨범상 | 〈Purple Rain〉 (by 프린스)   |
| 공헌상                          | 조지 마틴                     |
| 기술 우수상                     | 스팬다우 발레                 |

### 5회
- 개최: 1985년 2월 11일
- 장소: 런던 그로스베너 하우스 호텔
- 사회자: 노엘 에드먼즈

| 시상 부문                         | 수상자                            |
| --------------------------------- | --------------------------------- |
| 베스트 앨범상                     | 샤데이 - 《Diamond Life》         |
| 베스트 여자 가수상                | 앨리슨 모옛                       |
| 베스트 그룹상                     | Wham!                             |
| 베스트 남자 가수상                | 폴 영                             |
| 베스트 신인상                     | 프랭키 고즈 투 할리우드 - "Relax" |
| 베스트 프로듀서상                 | 트레버 혼                         |
| 베스트 싱글상                     | 프랭키 고즈 투 할리우드           |
| 베스트 비디오상                   | 듀란 듀란                         |
| 베스트 클래식 녹음상              | 크리스토퍼 호그우드               |
| 베스트 인터내셔널 솔로 아티스트상 | 프린스                            |
| 공헌상                            | 더 폴리스                         |
| 특별상                            | 밥 겔도프                         |

### 6회
- 개최: 1986년 2월 10일
- 장소: 런던 그로스베너 하우스 호텔
- 사회자: 노엘 에드먼즈

| 시상 부문                         | 수상자                                                 |
| --------------------------------- | ------------------------------------------------------ |
| 베스트 앨범상                     | 필 콜린스 - 《No Jacket Required》                     |
| 베스트 여자 가수상                | 애니 레녹스                                            |
| 베스트 그룹상                     | 다이어 스트레이츠                                      |
| 베스트 남자 가수상                | 필 콜린스                                              |
| 베스트 신인상                     | 고 웨스트                                              |
| 베스트 프로듀서상                 | 데이브 스튜어트                                        |
| 베스트 싱글상                     | 티어스 포 피어스 - "Everybody Wants to Rule the World" |
| 베스트 비디오상                   | 폴 영                                                  |
| 베스트 클래식 녹음상              | 버논 헨들리                                            |
| 베스트 인터내셔널 그룹상          | 휴이 루이스 앤 더 뉴스                                 |
| 베스트 인터내셔널 솔로 아티스트상 | 브루스 스프링스틴                                      |
| 공헌상                            | 엘튼 존 & Wham!                                        |
| 특별상                            | 밥 겔도프                                              |

### 7회
- 개최: 1987년 2월 9일
- 장소: 런던 그로스베너 하우스 호텔
- 사회자: 조나단 킹

| 시상 부문                         | 수상자                                   |
| --------------------------------- | ---------------------------------------- |
| 베스트 앨범상                     | 다이어 스트레이츠 - 《Brothers in Arms》 |
| 베스트 여자 가수상                | 케이트 부시                              |
| 베스트 그룹상                     | 파이브 스타                              |
| 베스트 남자 가수상                | 피터 가브리엘                            |
| 베스트 신인상                     | 더 하우스마틴즈                          |
| 베스트 프로듀서상                 | 데이브 스튜어트                          |
| 베스트 싱글상                     | 펫 샵 보이즈 - "West End Girls"          |
| 베스트 비디오상                   | 피터 가브리엘                            |
| 베스트 클래식 녹음상              | 줄리언 로이드 웨버                       |
| 베스트 인터내셔널 그룹상          | 뱅글스                                   |
| 베스트 인터내셔널 솔로 아티스트상 | 폴 사이먼                                |
| 베스트 사운드트랙/뮤지컬 앨범상   | 영화 〈탑 건〉 OST 앨범                  |
| 공헌상                            | 에릭 클랩턴                              |

### 8회
- 개최: 1988년 2월 8일
- 장소: 런던 로열 앨버트 홀
- 사회자: 노엘 에드먼즈

| 시상 부문                         | 수상자                                |
| --------------------------------- | ------------------------------------- |
| 베스트 앨범상                     | 스팅 - 《...Nothing Like the Sun》    |
| 베스트 여자 가수상                | 앨리슨 모옛                           |
| 베스트 그룹상                     | 펫 샵 보이즈                          |
| 베스트 남자 가수상                | 조지 마이클                           |
| 베스트 신인상                     | 웨트 웨트 웨트                        |
| 베스트 프로듀서상                 | 에이킷&워터맨                         |
| 베스트 싱글상                     | 릭 애슬리 - "Never Gonna Give You Up" |
| 베스트 비디오상                   | 뉴 오더                               |
| 베스트 클래식 녹음상              | 버논 핸들리                           |
| 베스트 인터내셔널 여자 가수상     | 트레이시 채프먼                       |
| 베스트 인터내셔널 그룹상          | U2                                    |
| 베스트 인터내셔널 신인상          | 테렌스 트렌트 다비                    |
| 베스트 인터내셔널 솔로 아티스트상 | 마이클 잭슨                           |
| 베스트 사운드트랙/뮤지컬 앨범상   | 뮤지컬 〈오페라의 유령〉 OST 음반     |
| 공헌상                            | 더 후                                 |

### 9회
- 개최: 1989년 2월 13일
- 장소: 런던 로열 앨버트 홀
- 사회자: 믹 플리트우드 & 사만다 폭스

| 시상 부문                       | 수상자                                                    |
| ------------------------------- | --------------------------------------------------------- |
| 베스트 앨범상                   | 페어그라운드 어트랙션 - 《The First of a Million Kisses》 |
| 베스트 여자 가수상              | 애니 레녹스                                               |
| 베스트 그룹상                   | 이레이저                                                  |
| 베스트 남자 가수상              | 필 콜린스                                                 |
| 베스트 신인상                   | 브로스                                                    |
| 베스트 싱글상                   | 페어그라운드 어트랙션 - "Perfect"                         |
| 베스트 클래식 녹음상            | 트레버 피녹                                               |
| 베스트 인터내셔널 그룹상        | U2                                                        |
| 베스트 인터내셔널 남자 가수상   | 마이클 잭슨                                               |
| 베스트 인터내셔널 신인상        | 트레이시 채프먼                                           |
| 베스트 비디오상                 | 마이클 잭슨                                               |
| 베스트 사운드트랙/뮤지컬 앨범상 | 영화 〈버스터〉 OST 음반                                  |
| 공헌상                          | 클리프 리처드                                             |

### 10회
- 개최: 1990년 2월 18일
- 장소: 런던 도미니언 극장
- 사회자: 캐시 맥고완

| 시상 부문                         | 수상자                                        |
| --------------------------------- | --------------------------------------------- |
| 베스트 앨범상                     | 파인 영 카니발스 - 《The Raw and the Cooked》 |
| 베스트 여자 가수상                | 애니 레녹스                                   |
| 베스트 그룹상                     | 파인 영 카니발스                              |
| 베스트 남자 가수상                | 필 콜린스                                     |
| 베스트 신인상                     | 리사 스탠스필드                               |
| 베스트 프로듀서상                 | 데이브 스튜어트                               |
| 베스트 싱글상                     | 필 콜린스 - "Another Day in Paradise"         |
| 베스트 비디오상                   | 더 큐어 - "Lullaby"                           |
| 베스트 클래식 녹음상              | 사이먼 래틀                                   |
| 베스트 인터내셔널 그룹상          | U2                                            |
| 베스트 인터내셔널 신인상          | 네네 체리                                     |
| 베스트 인터내셔널 솔로 아티스트상 | 네네 체리                                     |
| 베스트 사운드트랙/뮤지컬 앨범상   | 영화 〈배트맨〉 OST 앨범                      |
| 공헌상                            | 퀸                                            |

## 역대 수상자 (11회 ~ 20회)

### 11회
- 개최: 1991년 2월 10일
- 장소: 런던 도미니언 극장
- 사회자: 사이먼 베이츠 (해설)

| 시상 부문                       | 수상자                                            |
| ------------------------------- | ------------------------------------------------- |
| 베스트 앨범상                   | 조지 마이클 - 《Listen Without Prejudice Vol. 1》 |
| 베스트 여자 가수상              | 리사 스탠스필드                                   |
| 베스트 그룹상                   | 더 큐어                                           |
| 베스트 남자 가수상              | 엘튼 존                                           |
| 베스트 신인상                   | 베티 부                                           |
| 베스트 프로듀서상               | 크리스 토머스                                     |
| 베스트 싱글상                   | 디페쉬 모드 - "Enjoy the Silence"                 |
| 베스트 비디오상                 | 더 뷰티풀 사우스 - "A Little Time"                |
| 베스트 클래식 녹음상            | 조지 솔티                                         |
| 베스트 인터내셔널 여자 가수상   | 시네이드 오코너                                   |
| 베스트 인터내셔널 그룹상        | INXS                                              |
| 베스트 인터내셔널 남자 가수상   | 마이클 허친스                                     |
| 베스트 인터내셔널 신인상        | MC 해머                                           |
| 베스트 사운드트랙/뮤지컬 앨범상 | 드라마 〈트윈 픽스 시즌 1〉 OST 음반              |
| 공헌상                          | 스테이터스 쿠오                                   |

### 12회
- 개최: 1992년 2월 12일
- 장소: 런던 해머스미스 오데온
- 사회자: 사이먼 베이츠 (해설)

| 시상 부문                         | 수상자                                 |
| --------------------------------- | -------------------------------------- |
| 베스트 앨범상                     | 실 - 《Seal》                          |
| 베스트 여자 가수상                | 리사 스탠스필드                        |
| 베스트 그룹상                     | 심플리 레드                            |
| 베스트 남자 가수상                | 실                                     |
| 베스트 신인상                     | 비벌리 크레이븐                        |
| 베스트 프로듀서상                 | 트레버 혼                              |
| 베스트 싱글상                     | 퀸 - "These Are the Days of Our Lives" |
| 베스트 비디오상                   | 실                                     |
| 베스트 클래식 녹음상              | 조지 솔티                              |
| 베스트 인터내셔널 그룹상          | R.E.M.                                 |
| 베스트 인터내셔널 신인상          | 피엠 던                                |
| 베스트 인터내셔널 솔로 아티스트상 | 프린스                                 |
| 베스트 사운드트랙/뮤지컬 앨범상   | 영화 〈커미트먼트〉 OST 앨범           |
| 공헌상                            | 프레디 머큐리                          |

### 13회
- 개최: 1993년 2월 16일
- 장소: 런던 알렉산드라 궁전
- 사회자: 리처드 오브라이언

| 시상 부문                         | 수상자                          |
| --------------------------------- | ------------------------------- |
| 베스트 앨범상                     | 애니 레녹스 - 《Diva》          |
| 베스트 여자 가수상                | 애니 레녹스                     |
| 베스트 그룹상                     | 심플리 레드                     |
| 베스트 남자 가수상                | 믹 헉널                         |
| 베스트 신인상                     | 태스민 아처                     |
| 베스트 프로듀서상                 | 피터 가브리엘                   |
| 베스트 싱글상                     | 테이크 댓 - "Could It Be Magic" |
| 베스트 비디오상                   | 셰익스피어스 시스터             |
| 베스트 클래식 녹음상              | 나이젤 케네디                   |
| 베스트 인터내셔널 그룹상          | R.E.M.                          |
| 베스트 인터내셔널 신인상          | 너바나                          |
| 베스트 인터내셔널 솔로 아티스트상 | 프린스                          |
| 베스트 라이브 공연상              | U2                              |
| 베스트 사운드트랙/뮤지컬 앨범상   | 영화 〈웨인즈 월드〉 OST 앨범   |
| 공헌상                            | 로드 스튜어트                   |

### 14회
- 개최: 1994년 2월 14일
- 장소: 런던 알렉산드라 궁전
- 사회자: 엘튼 존 & 루폴

| 시상 부문                       | 수상자                                       |
| ------------------------------- | -------------------------------------------- |
| 베스트 앨범상                   | 스테레오 엠씨스 - 《Connected》              |
| 베스트 댄스 공연상              | 엠 피플                                      |
| 베스트 여자 가수상              | 디나 캐롤                                    |
| 베스트 그룹상                   | 스테레오 엠씨스                              |
| 베스트 남자 가수상              | 스팅                                         |
| 베스트 신인상                   | 가브리엘                                     |
| 베스트 프로듀서상               | 브라이언 이노                                |
| 베스트 싱글상                   | 테이크 댓 - "Pray"                           |
| 베스트 비디오상                 | 테이크 댓 - "Pray"                           |
| 베스트 인터내셔널 여자 가수상   | 비요크                                       |
| 베스트 인터내셔널 그룹상        | 크라우디드 하우스                            |
| 베스트 인터내셔널 남자 가수상   | 레니 크라비츠                                |
| 베스트 인터내셔널 신인상        | 비요크                                       |
| 베스트 사운드트랙/뮤지컬 앨범상 | 영화 〈보디가드〉 사운드트랙 "The Bodyguard" |
| 공헌상                          | 밴 모리슨                                    |

### 15회
- 개최: 1995년 2월 20일
- 장소: 런던 알렉산드라 궁전
- 사회자: 크리스 에반스

| 시상 부문                       | 수상자                      |
| ------------------------------- | --------------------------- |
| 베스트 앨범상                   | 블러 - 《Parklife》         |
| 베스트 댄스 공연상              | 엠 피플                     |
| 베스트 여자 가수상              | 에디 리더                   |
| 베스트 그룹상                   | 블러                        |
| 베스트 남자 가수상              | 폴 웰러                     |
| 베스트 신인상                   | 오아시스                    |
| 베스트 프로듀서상               | 넬리 후퍼                   |
| 베스트 싱글상                   | 블러 - "Parklife"           |
| 베스트 비디오상                 | 블러 - "Parklife"           |
| 베스트 인터내셔널 여자 가수상   | 케이디 랭                   |
| 베스트 인터내셔널 그룹상        | R.E.M.                      |
| 베스트 인터내셔널 남자 가수상   | 프린스                      |
| 베스트 인터내셔널 신인상        | 리사 로브                   |
| 베스트 사운드트랙/뮤지컬 앨범상 | 영화 〈펄프 픽션〉 OST 앨범 |
| 공헌상                          | 엘튼 존                     |

### 16회
- 개최: 1996년 2월 19일
- 장소: 런던 얼스코트
- 사회자: 크리스 에반스

| 시상 부문                       | 수상자                                           |
| ------------------------------- | ------------------------------------------------ |
| 이 시대의 아티스트상            | 마이클 잭슨                                      |
| 베스트 앨범상                   | 오아시스 - 《(What's the Story) Morning Glory?》 |
| 베스트 댄스 공연상              | 매시브 어택                                      |
| 베스트 여자 가수상              | 애니 레녹스                                      |
| 베스트 그룹상                   | 오아시스                                         |
| 베스트 남자 가수상              | 폴 웰러                                          |
| 베스트 신인상                   | 슈퍼그래스                                       |
| 베스트 프로듀서상               | 브라이언 이노                                    |
| 베스트 싱글상                   | 테이크 댓 - "Back for Good"                      |
| 베스트 비디오상                 | 오아시스 - "Wonderwall"                          |
| 베스트 인터내셔널 여자 가수상   | 비요크                                           |
| 베스트 인터내셔널 그룹상        | 본 조비                                          |
| 베스트 인터내셔널 남자 가수상   | 프린스                                           |
| 베스트 인터내셔널 신인상        | 앨러니스 모리세트                                |
| 베스트 사운드트랙/뮤지컬 앨범상 | 영화 〈배트맨 3: 포에버〉 OST 앨범               |
| 공헌상                          | 데이빗 보위                                      |
| 프레디 머큐리상                 | The Help Album For The Charity War Child         |

### 17회
- 개최: 1997년 2월 24일
- 장소: 런던 얼스코트
- 사회자: 벤 엘톤

| 시상 부문                       | 수상자                                          |
| ------------------------------- | ----------------------------------------------- |
| 베스트 앨범상                   | 매닉 스트리트 프리처스 - 《Everything Must Go》 |
| 베스트 댄스 공연상              | 프로디지                                        |
| 베스트 여자 가수상              | 가브리엘                                        |
| 베스트 그룹상                   | 매닉 스트리트 프리처스                          |
| 베스트 남자 가수상              | 조지 마이클                                     |
| 베스트 신인상                   | 쿨라 셰이커                                     |
| 베스트 프로듀서상               | 존 레키                                         |
| 베스트 싱글상                   | 스파이스 걸스 - "Wannabe"                       |
| 베스트 비디오상                 | 스파이스 걸스 - "Say You'll Be There"           |
| 베스트 인터내셔널 여자 가수상   | 셰릴 크로우                                     |
| 베스트 인터내셔널 그룹상        | 푸지스                                          |
| 베스트 인터내셔널 남자 가수상   | 벡                                              |
| 베스트 인터내셔널 신인상        | 로버트 마일즈                                   |
| 베스트 사운드트랙/뮤지컬 앨범상 | 영화 〈트레인스포팅〉 OST 앨범                  |
| 공헌상                          | 비 지스                                         |

### 18회
- 개최: 1998년 2월 24일
- 장소: 런던 아레나
- 사회자: 벤 엘톤

| 시상 부문                       | 수상자                    |
| ------------------------------- | ------------------------- |
| 베스트 앨범상                   | 버브 - 《Urban Hymns》    |
| 베스트 댄스 공연상              | 프로디지                  |
| 베스트 여자 가수상              | 숄라 아마                 |
| 베스트 그룹상                   | 버브                      |
| 베스트 남자 가수상              | 파인리 쿼위               |
| 베스트 신인상                   | 스테레오포닉스            |
| 베스트 싱글상                   | 올 세인츠 - "Never Ever"  |
| 베스트 비디오상                 | 올 세인츠 - "Never Ever"  |
| 베스트 인터내셔널 여자 가수상   | 비요크                    |
| 베스트 인터내셔널 그룹상        | U2                        |
| 베스트 인터내셔널 남자 가수상   | 존 본 조비                |
| 베스트 인터내셔널 신인상        | 일즈                      |
| 베스트 판매 앨범상              | 스파이스 걸스             |
| 베스트 사운드트랙/뮤지컬 앨범상 | 영화 〈풀 몬티〉 OST 앨범 |
| 공헌상                          | 플리트우드 맥             |
| 프레디 머큐리상                 | 엘튼 존                   |

### 19회
- 개최: 1999년 2월 16일
- 장소: 런던 아레나
- 사회자: 조니 본

| 시상 부문                       | 수상자                                                      |
| ------------------------------- | ----------------------------------------------------------- |
| 베스트 앨범상                   | 매닉 스트리트 프리처스 - 《This Is My Truth Tell Me Yours》 |
| 베스트 댄스 공연상              | 팻보이 슬림                                                 |
| 베스트 여자 가수상              | 데즈레                                                      |
| 베스트 그룹상                   | 매닉 스트리트 프리처스                                      |
| 베스트 남자 가수상              | 로비 윌리엄스                                               |
| 베스트 신인상                   | 벨 & 세바스찬                                               |
| 베스트 싱글상                   | 로비 윌리엄스 - "Angels"                                    |
| 베스트 비디오상                 | 로비 윌리엄스 - "Millennium"                                |
| 베스트 인터내셔널 여자 가수상   | 나탈리 임브룰리아                                           |
| 베스트 인터내셔널 그룹상        | 코어스                                                      |
| 베스트 인터내셔널 남자 가수상   | 벡                                                          |
| 베스트 인터내셔널 신인상        | 나탈리 임브룰리아                                           |
| 베스트 사운드트랙/뮤지컬 앨범상 | 영화 〈타이타닉〉 OST 앨범                                  |
| 공헌상                          | 유리스믹스                                                  |
| 프레디 머큐리상                 | 주빌리 2000                                                 |

### 20회
- 개최: 2000년 3월 3일
- 장소: 런던 얼스 코트 2
- 사회자: 데비나 맥콜

| 시상 부문                       | 수상자                          |
| ------------------------------- | ------------------------------- |
| 베스트 앨범상                   | 트래비스 - 《The Man Who》      |
| 베스트 댄스 공연상              | 케미컬 브라더스                 |
| 베스트 여자 가수상              | 베스 오튼                       |
| 베스트 그룹상                   | 트래비스                        |
| 베스트 남자 가수상              | 톰 존스                         |
| 베스트 신인상                   | 에스 클럽 세븐                  |
| 베스트 팝 음악상                | 파이브                          |
| 베스트 싱글상                   | 로비 윌리엄스 - "She's the One" |
| 베스트 비디오상                 | 로비 윌리엄스 - "She's the One" |
| 베스트 인터내셔널 여자 가수상   | 메이시 그레이                   |
| 베스트 인터내셔널 그룹상        | TLC                             |
| 베스트 인터내셔널 남자 가수상   | 벡                              |
| 베스트 인터내셔널 신인상        | 메이시 그레이                   |
| 베스트 라이브 공연상            | 스텝스                          |
| 베스트 사운드트랙/뮤지컬 앨범상 | 영화 〈노팅힐〉 OST 앨범        |
| 공헌상                          | 스파이스 걸스                   |

## 역대 수상자 (21회 ~ 30회)

### 21회
- 개최: 2001년 2월 26일
- 장소: 런던 얼스 코트 2
- 사회자: 앤트 앤 덱

| 시상 부문                       | 수상자                          |
| ------------------------------- | ------------------------------- |
| 베스트 앨범상                   | 콜드플레이 - 《Parachutes》     |
| 베스트 댄스 공연상              | 팻보이 슬림                     |
| 베스트 여자 가수상              | 소니크                          |
| 베스트 그룹상                   | 콜드플레이                      |
| 베스트 남자 가수상              | 로비 윌리엄스                   |
| 베스트 신인상                   | A1                              |
| 베스트 싱글상                   | 로비 윌리엄스 - "Rock DJ"       |
| 베스트 비디오상                 | 로비 윌리엄스 - "Rock DJ"       |
| 베스트 인터내셔널 여자 가수상   | 마돈나                          |
| 베스트 인터내셔널 그룹상        | U2                              |
| 베스트 인터내셔널 남자 가수상   | 에미넴                          |
| 베스트 인터내셔널 신인상        | 켈리스                          |
| 베스트 팝 음악상                | 웨스트라이프                    |
| 베스트 사운드트랙/뮤지컬 앨범상 | 영화 〈아메리칸 뷰티〉 OST 앨범 |
| 공헌상                          | U2                              |

### 22회
- 개최: 2002년 2월 20일
- 장소: 런던 얼스 코트 2
- 사회자: 프랭크 스키너 & 조 볼

| 시상 부문                     | 수상자                               |
| ----------------------------- | ------------------------------------ |
| 베스트 앨범상                 | 다이도 - 《No Angel》                |
| 베스트 댄스 공연상            | 베이스먼트 잭스                      |
| 베스트 여자 가수상            | 다이도                               |
| 베스트 그룹상                 | 트래비스                             |
| 베스트 남자 가수상            | 로비 윌리엄스                        |
| 베스트 신인상                 | 블루                                 |
| 베스트 싱글상                 | 에스 클럽 세븐 - "Don't Stop Movin'" |
| 베스트 비디오상               | 소 솔리드 크루 - "21 Seconds"        |
| 베스트 인터내셔널 앨범상      | 카일리 미노그 - 《Fever》            |
| 베스트 인터내셔널 여자 가수상 | 카일리 미노그                        |
| 베스트 인터내셔널 그룹상      | 데스티니스 차일드                    |
| 베스트 인터내셔널 남자 가수상 | 섀기                                 |
| 베스트 인터내셔널 신인상      | 스트록스                             |
| 베스트 팝 음악상              | 웨스트라이프                         |
| 공헌상                        | 스팅                                 |

### 23회
- 개최: 2003년 2월 20일
- 장소: 런던 얼스 코트 2
- 사회자: 데비나 맥콜

| 시상 부문                     | 수상자                                       |
| ----------------------------- | -------------------------------------------- |
| 베스트 앨범상                 | 콜드플레이 - 《A Rush of Blood to the Head》 |
| 베스트 댄스 공연상            | 슈가베이비스                                 |
| 베스트 여자 가수상            | 미스 다이너마이트                            |
| 베스트 그룹상                 | 콜드플레이                                   |
| 베스트 남자 가수상            | 로비 윌리엄스                                |
| 베스트 싱글상                 | 리버티 엑스 - "Just a Little"                |
| 베스트 인터내셔널 앨범상      | 에미넴 - 《The Eminem Show》                 |
| 베스트 인터내셔널 공연상      | 노라 존스                                    |
| 베스트 인터내셔널 여자 가수상 | 핑크                                         |
| 베스트 인터내셔널 그룹상      | 레드 핫 칠리 페퍼스                          |
| 베스트 인터내셔널 남자 가수상 | 에미넴                                       |
| 베스트 팝 음악상              | 블루                                         |
| 베스트 신인상                 | 윌 영                                        |
| 어반 음악상                   | 미스 다이너마이트                            |
| 인터내셔널 신인 가수상        | 노라 존스                                    |
| 공헌상                        | 톰 존스                                      |

### 24회
- 개최: 2004년 2월 17일
- 장소: 런던 얼스 코트 2
- 사회자: 캣 딜리

| 시상 부문                     | 수상자                               |
| ----------------------------- | ------------------------------------ |
| 베스트 댄스 공연상            | 베이스먼트 잭스                      |
| 베스트 여자 가수상            | 다이도                               |
| 베스트 그룹상                 | 더 다크니스                          |
| 베스트 남자 가수상            | 다니엘 베딩필드                      |
| 베스트 싱글상                 | 다이도 - "White Flag"                |
| 베스트 인터내셔널 앨범상      | 저스틴 팀버레이크 - 《Justified》    |
| 베스트 인터내셔널 여자 가수상 | 비욘세                               |
| 베스트 인터내셔널 그룹상      | 화이트 스트라입스                    |
| 베스트 인터내셔널 남자 가수상 | 저스틴 팀버레이크                    |
| 베스트 팝 음악상              | 버스티드                             |
| 신인상                        | 버스티드                             |
| 락 음악상                     | 더 다크니스                          |
| 어반 음악상                   | 르마                                 |
| 인터내셔널 신인 가수상        | 50 센트                              |
| 마스터카드 앨범상             | 더 다크니스 - 《Permission to Land》 |
| 공헌상                        | 듀란 듀란                            |

### 25회
- 개최: 2005년 2월 9일
- 장소: 런던 얼스 코트 2
- 사회자: 크리스 에반스

| 시상 부문              | 수상자                              |
| ---------------------- | ----------------------------------- |
| 신인상                 | 킨                                  |
| 여자 솔로 가수상       | 조스 스톤                           |
| 그룹상                 | 프란츠 퍼디난드                     |
| 라이브 공연상          | 뮤즈                                |
| 남자 솔로 가수상       | 마이크 스키너                       |
| 팝 음악상              | 맥플라이                            |
| 락 음악상              | 프란츠 퍼디난드                     |
| 싱글상                 | 윌 영 - "Your Game"                 |
| 어반 음악상            | 조스 스톤                           |
| 브릿 25 베스트 음악상  | 로비 윌리엄스                       |
| 인터내셔널 앨범상      | 시저 시스터스 - 《Scissor Sisters》 |
| 인터내셔널 신인상      | 시저 시스터스                       |
| 인터내셔널 여자 가수상 | 그웬 스테파니                       |
| 인터내셔널 그룹상      | 시저 시스터스                       |
| 인터내셔널 남자 가수상 | 에미넴                              |
| 마스터카드 앨범상      | 킨 - 《Hopes and Fears》            |
| 공헌상                 | 밥 겔도프                           |

### 26회
- 개최: 2006년 2월 14일
- 장소: 런던 얼스 코트
- 사회자: 크리스 에반스

| 시상 부문              | 수상자                        |
| ---------------------- | ----------------------------- |
| 여자 솔로 가수상       | 케이티 턴스털                 |
| 그룹상                 | 카이저 치프스                 |
| 라이브 공연상          | 카이저 치프스                 |
| 남자 솔로 가수상       | 제임스 블런트                 |
| 락 음악상              | 카이저 치프스                 |
| 싱글상                 | 콜드플레이 - "Speed of Sound" |
| 어반 음악상            | 르마                          |
| 인터내셔널 앨범상      | 그린데이 - 《American Idiot》 |
| 인터내셔널 신인상      | 잭 존슨                       |
| 인터내셔널 여자 가수상 | 마돈나                        |
| 인터내셔널 그룹상      | 그린데이                      |
| 인터내셔널 남자 가수상 | 카니예 웨스트                 |
| 마스터카드 앨범상      | 콜드플레이 - 《X&Y》          |
| 공헌상                 | 폴 웰러                       |
| 팝 음악상              | 제임스 블런트                 |

### 27회
- 개최: 2007년 2월 15일
- 장소: 런던 얼스 코트
- 사회자: 러셀 브랜드

| 시상 부문              | 수상자                                                          |
| ---------------------- | --------------------------------------------------------------- |
| 신인상                 | 프라텔리스                                                      |
| 여자 솔로 가수상       | 에이미 와인하우스                                               |
| 그룹상                 | 악틱 몽키즈                                                     |
| 라이브 공연상          | 뮤즈                                                            |
| 남자 솔로 가수상       | 제임스 모리슨                                                   |
| 싱글상                 | 테이크 댓 - "Patience"                                          |
| 인터내셔널 앨범상      | 더 킬러스 - 《Sam's Town》                                      |
| 인터내셔널 신인상      | 오손                                                            |
| 인터내셔널 여자 가수상 | 넬리 퍼타도                                                     |
| 인터내셔널 그룹상      | 더 킬러스                                                       |
| 인터내셔널 남자 가수상 | 저스틴 팀버레이크                                               |
| 마스터카드 앨범상      | 악틱 몽키즈 - 《Whatever People Say I Am, That's What I'm Not》 |
| 공헌상                 | 오아시스                                                        |

### 28회
- 개최: 2008년 2월 9일
- 장소: 런던 얼스 코트
- 사회자: 디 오스본즈

| 시상 부문              | 수상자                                              |
| ---------------------- | --------------------------------------------------- |
| 신인상                 | 미카                                                |
| 여자 솔로 가수상       | 케이트 나쉬                                         |
| 그룹상                 | 악틱 몽키즈                                         |
| 라이브 공연상          | 테이크 댓                                           |
| 남자 솔로 가수상       | 마크 론슨                                           |
| 싱글상                 | 테이크 댓 - "Shine"                                 |
| 평론가 선택상          | 아델                                                |
| 인터내셔널 앨범상      | 푸 파이터스 - 《Echoes, Silence, Patience & Grace》 |
| 인터내셔널 여자 가수상 | 카일리 미노그                                       |
| 인터내셔널 그룹상      | 푸 파이터스                                         |
| 인터내셔널 남자 가수상 | 카니예 웨스트                                       |
| 마스터카드 앨범상      | 악틱 몽키즈 - 《Favourite Worst Nightmare》         |
| 공헌상                 | 폴 매카트니                                         |

### 29회
- 개최: 2009년 2월 18일
- 장소: 런던 얼스 코트
- 사회자: 제임스 코든, 매튜 혼, 카일리 미노그

| 시상 부문              | 수상자                                 |
| ---------------------- | -------------------------------------- |
| 신인상                 | 더피                                   |
| 여자 솔로 가수상       | 더피                                   |
| 그룹상                 | 엘보우                                 |
| 라이브 공연상          | 아이언 메이든                          |
| 남자 솔로 가수상       | 폴 웰러                                |
| 싱글상                 | 걸스 어라우드 - "The Promise"          |
| 평론가 선택상          | 플로렌스 앤 더 머신                    |
| 인터내셔널 앨범상      | 킹스 오브 리언 - 《Only by the Night》 |
| 인터내셔널 여자 가수상 | 케이티 페리                            |
| 인터내셔널 그룹상      | 킹스 오브 리언                         |
| 인터내셔널 남자 가수상 | 카니예 웨스트                          |
| 마스터카드 앨범상      | 더피 - 《Rockferry》                   |
| 공헌상                 | 펫 샵 보이즈                           |

### 30회
- 개최: 2010년 2월 16일
- 장소: 런던 얼스 코트
- 사회자: 피터 케이

| 시상 부문                      | 수상자                                                 |
| ------------------------------ | ------------------------------------------------------ |
| 신인상                         | JLS                                                    |
| 여자 솔로 가수상               | 릴리 알렌                                              |
| 그룹상                         | 카사비안                                               |
| 남자 솔로 가수상               | 디지 라스칼                                            |
| 프로듀서상                     | 폴 엡워스                                              |
| 싱글상                         | JLS - "Beat Again"                                     |
| 브릿 어워드 30주년 기념 앨범상 | 오아시스 - 《(What's the Story) Morning Glory?》       |
| 평론가 선택상                  | 엘리 굴딩                                              |
| 인터내셔널 앨범상              | 레이디 가가 - 《The Fame》                             |
| 인터내셔널 신인상              | 레이디 가가                                            |
| 인터내셔널 여자 가수상         | 레이디 가가                                            |
| 인터내셔널 남자 가수상         | 제이지                                                 |
| 마스터카드 앨범상              | 플로렌스 앤 더 머신 - 《Lungs》                        |
| 공헌상                         | 로비 윌리엄스                                          |
| 브릿 어워드 히트 30주년상      | 스파이스 걸스 - "Wannabe" & "Who Do You Think You Are" |

## 역대 수상자 (31회 ~ )

### 31회
- 개최: 2011년 2월 15일
- 장소: 런던 O2 아레나
- 사회자: 제임스 코든

| 시상 부문                | 수상자                            |
| ------------------------ | --------------------------------- |
| 신인상                   | 타이니 템파                       |
| 여자 솔로 가수상         | 로라 말링                         |
| 그룹상                   | 테이크 댓                         |
| 남자 솔로 가수상         | 플랜비                            |
| 프로듀서상               | 마커스 드래브스                   |
| 싱글상                   | 타이니 템파 - "Pass Out"          |
| 평론가 선택상            | 제시 제이                         |
| 인터내셔널 앨범상        | 아케이드 파이어                   |
| 인터내셔널 신인상        | 저스틴 비버                       |
| 인터내셔널 여자 가수상   | 리한나                            |
| 인터내셔널 그룹상        | 아케이드 파이어 - 《The Suburbs》 |
| 인터내셔널 남자 가수상   | 시로 그린                         |
| 올해의 마스터카드 앨범상 | 멈퍼드 & 선스 - 《Sigh No More》  |

### 32회
- 개최: 2012년 2월 21일
- 장소: 런던 O2 아레나
- 사회자: 제임스 코든

| 시상 부문                | 수상자                                 |
| ------------------------ | -------------------------------------- |
| 신인상                   | 에드 시런                              |
| 여자 솔로 가수상         | 아델                                   |
| 그룹상                   | 콜드플레이                             |
| 남자 솔로 가수상         | 에드 시런                              |
| 싱글상                   | 원 디렉션 - "What Makes You Beautiful" |
| 평론가 선택상            | 에밀리 산데                            |
| 인터내셔널 신인상        | 라나 델 레이                           |
| 인터내셔널 여자 가수상   | 리한나                                 |
| 인터내셔널 그룹상        | 푸 파이터스                            |
| 인터내셔널 남자 가수상   | 브루노 마스                            |
| 올해의 마스터카드 앨범상 | 아델 - 《21》                          |
| 공헌상                   | 블러                                   |

### 33회
- 개최: 2013년 2월 20일
- 장소: 런던 O2 아레나
- 사회자: 제임스 코든

| 시상 부문                | 수상자                                  |
| ------------------------ | --------------------------------------- |
| 신인상                   | 벤 하워드                               |
| 여자 솔로 가수상         | 에밀리 산데                             |
| 그룹상                   | 멈퍼드 & 선스                           |
| 라이브 공연상            | 콜드플레이                              |
| 남자 솔로 가수상         | 벤 하워드                               |
| 올해의 프로듀서상        | 폴 엡워스                               |
| 싱글상                   | 아델 - "Skyfall"                        |
| 글로벌상                 | 원 디렉션                               |
| 평론가 선택상            | 톰 오델                                 |
| 인터내셔널 여자 가수상   | 라나 델 레이                            |
| 인터내셔널 그룹상        | 더 블랙 키스                            |
| 인터내셔널 남자 가수상   | 프랭크 오션                             |
| 올해의 마스터카드 앨범상 | 에밀리 산데 - 《Our Version of Events》 |

### 34회
- 개최: 2014년 2월 19일
- 장소: 런던 O2 아레나
- 사회자: 제임스 코든

| 시상 부문                | 수상자                                           |
| ------------------------ | ------------------------------------------------ |
| 베스트 프로듀서상        | 플러드 & 앨런 모울더                             |
| 신인상                   | 바스틸                                           |
| 여자 솔로 가수상         | 엘리 굴딩                                        |
| 그룹상                   | 악틱 몽키즈                                      |
| 남자 솔로 가수상         | 데이빗 보위                                      |
| 싱글상                   | 루디멘탈 - "Waiting All Night (Feat. 엘라 에어)" |
| 비디오상                 | 원 디렉션 - "Best Song Ever"                     |
| 평론가 선택상            | 샘 스미스                                        |
| 인터내셔널 여자 가수상   | 로드                                             |
| 인터내셔널 그룹상        | 다프트 펑크                                      |
| 인터내셔널 남자 가수상   | 브루노 마스                                      |
| 올해의 마스터카드 앨범상 | 악틱 몽키즈 - 《AM》                             |

### 35회
- 개최: 2015년 2월 25일
- 장소: 런던 O2 아레나
- 사회자: 앤트 앤 덱

| 시상 부문                   | 수상자                                        |
| --------------------------- | --------------------------------------------- |
| 마스터카드 앨범상           | 에드 시런 - 《X》                             |
| 여자 솔로 가수상            | 팔로마 페이스                                 |
| 남자 솔로 가수상            | 에드 시런                                     |
| 그룹상                      | 로열 블러드                                   |
| 인터내셔널 여자 솔로 가수상 | 테일러 스위프트                               |
| 인터내셔널 그룹상           | 푸 파이터스                                   |
| 평론가 선택상               | 제임스 베이                                   |
| 프로듀서상                  | 폴 엡워스                                     |
| 비디오상                    | 원 디렉션 - "You And I"                       |
| 싱글상                      | 마크 론슨 - "Uptown Funk" (Feat. 브루노 마스) |
| 신인상                      | 샘 스미스                                     |
| 인터내셔널 남자 솔로 가수상 | 퍼렐 윌리엄스                                 |
| 글로벌상                    | 샘 스미스                                     |

### 36회
- 개최: 2016년 2월 25일
- 장소: 런던 O2 아레나
- 사회자: 앤트 앤 덱

| 시상 부문                   | 수상자                     |
| --------------------------- | -------------------------- |
| 비디오상                    | 원 디렉션 - "Drag Me Down" |
| 신인상                      | 캣피시 앤 더 보틀맨        |
| 여자 솔로 가수상            | 아델                       |
| 그룹상                      | 콜드플레이                 |
| 남자 솔로 가수상            | 제임스 베이                |
| 올해의 프로듀서상           | 찰리 앤드류                |
| 싱글상                      | 아델 - "Hello"             |
| 평론가상                    | 잭 개럿                    |
| 글로벌상                    | 아델                       |
| 인터내셔널 여자 솔로 가수상 | 비요크                     |
| 인터내셔널 그룹상           | 테임 임팔라                |
| 인터내셔널 남자 솔로 가수상 | 저스틴 비버                |
| 마스터카드 앨범상           | 아델 - 《25》              |